# Laplace (Luisiana)
Laplace é uma Região censo-designada localizada no estado americano de Luisiana, na Paróquia de St. John the Baptist.

## Demografia
Segundo o censo americano de 2000, a sua população era de 27.684 habitantes.

## Geografia
De acordo com o United States Census Bureau tem uma área de
58,8 km², dos quais 55,7 km² cobertos por terra e 3,1 km² cobertos por água. Laplace localiza-se a aproximadamente 2 m acima do nível do mar.

## Localidades na vizinhança
O diagrama seguinte representa as localidades num raio de 12 km ao redor de Laplace.